# جورجيا روث
جورجيا روث (بالإنجليزية: Georgia Ruth)‏ هي مغنية بريطانية، ولدت في 5 يناير 1988 في كارديف في المملكة المتحدة.

## وصلات خارجية
- الموقع الرسمي
- جورجيا روث على موقع ميوزك برينز (الإنجليزية)
- جورجيا روث على موقع ديسكوغز (الإنجليزية)